# Поншато (кантон)
Поншато (фр. Pontchâteau) — кантон во Франции, находится в регионе Пеи-де-ла-Луар, департамент Атлантическая Луара. Находится на территории двух округов: девять коммун входят в состав округа Сен-Назер, четыре — в состав округа Шатобриан-Ансени.

## История
До 2015 года в состав кантона входили коммуны Бене, Кросак, Поншато, Сен-Жоашим, Сент-Анн-сюр-Бриве и Сент-Рен-де-Бретань.
В результате реформы 2015 года состав кантона был изменен: две коммуны кантон покинули и были включены коммуны упраздненных кантонов Сен-Жильда-де-Буа и Сен-Никола-де-Редон.

## Состав кантона с 22 марта 2015 года
В состав кантона входят коммуны (население по данным Национального института статистики за 2019 г.):
- Авесак (2 458 чел.)
- Генруэ (3 374 чел.)
- Дрефеак (2 270 чел.)
- Кросак (2 983 чел.)
- Мисийяк (5 398 чел.)
- Плесе (5 266 чел.)
- Поншато (10 901 чел.)
- Северак (1 631 чел.)
- Сен-Жильда-де-Буа (3 769 чел.)
- Сен-Никола-де-Редон (3 245 чел.)
- Сент-Анн-сюр-Бриве (2 933 чел.)
- Сент-Рен-де-Бретань (2 398 чел.)
- Фегреак (2 349 чел.)

## Политика
На президентских выборах 2022 г. жители кантона отдали в 1-м туре Эмманюэлю Макрону 27,8 % голосов против 25,3 % у Марин Ле Пен и 21,2 % у Жана-Люка Меланшона; во 2-м туре в кантоне победил Макрон, получивший 55,9 % голосов. (2017 год. 1 тур: Эмманюэль Макрон – 26,2 %, Жан-Люк Меланшон – 23,7 %, Марин Ле Пен – 21,3 %, Франсуа Фийон – 16,4 %; 2 тур: Макрон – 66,8 %. 2012 год. 1 тур: Франсуа Олланд — 30,1 %, Николя Саркози — 22,5 %, Марин Ле Пен — 16,3 %; 2 тур: Олланд — 59,3 %).
С 2015 года кантон в Совете департамента Атлантическая Луара представляют мэр коммуны Поншато Даниэль Корне (Danielle Cornet) (Разные левые) и член совета коммуны Плесе Бернар Лебо (Bernard Lebeau) (Социалистическая партия).
|                | Кандидаты                  | Партия               | Первый тур | Первый тур     | Второй тур | Второй тур |
| Кол-во голосов | Кандидаты                  | Партия               | % голосов  | Кол-во голосов | % голосов  |            |
| -------------- | -------------------------- | -------------------- | ---------- | -------------- | ---------- | ---------- |
|                | Даниэль Корне Бернар Лебо  | Разные левые         | 4 051      | 43,13          | 5 305      | 55,11      |
|                | Кати Жермен Филипп Жуни    | Разные правые        | 3 738      | 39,80          | 4 321      | 44,89      |
|                | Жим Дельмон Мари-Элен Серу | Непокорённая Франция | 1 604      | 17,08          |            |            |

|                | Кандидаты                      | Партия             | Первый тур | Первый тур     | Второй тур | Второй тур |
| Кол-во голосов | Кандидаты                      | Партия             | % голосов  | Кол-во голосов | % голосов  |            |
| -------------- | ------------------------------ | ------------------ | ---------- | -------------- | ---------- | ---------- |
|                | Даниэль Корне Бернар Лебо      | Разные левые       | 5 921      | 37,24          | 7 974      | 54,61      |
|                | Бернар Клоэ Доминик Фрален     | Правый блок        | 5 016      | 31,55          | 6 629      | 45,39      |
|                | Жереми Биго Анни-Шанталь Дюран | Национальный фронт | 3 502      | 22,03          |            |            |
|                | Кристиан Дюваль Клоди Роллен   | Левый фронт        | 1 459      | 9,18           |            |            |